# Siv Strömquist
Siv Ingegerd Strömquist, född 18 september 1942 i Norsjö församling, är en svensk språkvetare och författare till flera språkböcker, främst inriktade på skrivteori och skrivkonst. Hon är filosofie doktor och docent vid Institutionen för nordiska språk, Uppsala universitet, samt bosatt i Uppsala.
Strömquist medarbetade från 1994 till 2012 som skribent i Svenska Dagbladets språkspalt. Hon har också skrivit i Upsala Nya Tidnings språklåda. År 1995 belönades hon och Jan Svensson med Erik Wellanders språkvårdspris på 15 000 kronor vardera. Samma år tilldelades hon Uppsala universitets pedagogiska pris. Hennes forskningsområden är dels skrivprocess, textbildning, språkriktighet och kommunikation, dels scenanvisningar och dramatext.
Hon valdes 1990 till ordförande i Språkvårdssamfundet i Uppsala och efterträddes 1996 av Olle Josephson. I sin bok Språkfrågor har Siv Strömquist samlat de språkspalter som hon skrivit i Svenska Dagbladet mellan 1994 och 2000, och i boken Vart är vart på väg? och andra språkfrågor i tiden återfinns språkspalter från åren 2001 till 2011. Böckerna behandlar bland annat frågor om ords betydelse, typografi och satskonstruktioner. Hennes böcker återfinns ofta i litteraturlistor vid landets lärosäten.
Strömquist har varit redaktör för flera språkböcker, bland annat om språksociologi. Hon har också varit med och arbetat med de nationella proven i svenska, som utarbetas vid Uppsala universitet. År 1999 tilldelades Siv Strömquist Svenska Akademiens pris för framstående förtjänster inom svensk språkforskning och språkvård.